# Cassius Duran
Cassius Ricardo Duran (* 31. Mai 1979 in São Paulo) ist ein ehemaliger brasilianischer Wasserspringer. Er startete sowohl im Kunstspringen vom 1-m- und 3-m-Brett als auch im 10-m-Turmspringen sowie im 3-m- und 10-m-Synchronspringen.
Duran nahm an drei Olympischen Spielen teil. 2000 in Sydney erreichte er vom 3-m-Brett das Halbfinale und wurde 14., vom 10-m-Turm erreichte er Rang 28. 2004 in Athen und 2008 in Peking trat er jeweils im 10-m-Turmspringen an, schied aber zweimal als 24. im Vorkampf aus.
Seine beste Platzierung bei Schwimmweltmeisterschaften erreichte er 2005 in Montreal. Mit César Castro wurde er im 3-m-Synchronspringen Achter. Seinen größten Erfolg feierte Duran bei den Panamerikanischen Spielen 2003 in Santo Domingo. Er gewann im Turmspringen die Silbermedaille.
Nach den Olympischen Spielen 2008 beendete er seine aktive Karriere.